# ラトナムSC
ラトナム・スポーツクラブ（英: Ratnam Sports Club）は、スリランカのコロンボを本拠地とするサッカークラブである。ダイアログ・チャンピオンズリーグに所属する。

## 概要
1950年に創設された。国内リーグではサウンダースSCに次ぐ5回の優勝を達成しており、国内屈指の強豪クラブである。AFCプレジデンツカップには3回出場しており、2007年には準決勝まで進んだが、ドルドイ・ディナモ・ナルインにPK戦で敗れた。AFCチャンピオンズリーグの前身であるアジアクラブ選手権にも1994-1995シーズンに参加している。

## 獲得タイトル

### 国内タイトル
- スリランカ・チャンピオンズリーグ：5回
  - 1998, 2000, 2007, 2008, 2012
- スリランカFAカップ：6回
  - 2000, 2002, 2004, 2005, 2006, 2009

## 歴代所属選手
- カサン・ジャヤスリヤ（英語版） スリランカ代表、2006, 2007, 2008シーズンのリーグ得点王